# 布尔津县
布尔津县（羅馬化：Bwırşın awdanı）是中华人民共和国新疆维吾尔自治区阿勒泰地区下辖的一个县。县名来自布尔津河。县城西北有著名旅游景点喀纳斯湖。面积10362平方公里，人口约7.5万人。县人民政府驻布尔津镇。

## 歷史
布尔津县历史上长期为塞外游牧民族辖地，民族文化源远流长。西汉时期，属匈奴右贤王。三国时属鲜卑，隋时属西突厥，唐设北庭都護府，後屬西遼。清朝平定准噶尔部后，布尔津一带属乌里雅苏台定边左副将军节制下的科布多参赞大臣管辖，同时这里也是阿尔泰乌梁海左翼各旗的游牧地，由清廷理藩院节制。清光绪三十年（1905年），科布多、阿勒泰分治，设阿尔泰办事大臣，布尔津划归阿尔泰辖区。
民国初期沿袭清朝旧制，阿尔泰区域直属中央政府管辖。民國三年（1914年）由承化縣析置布爾津設治局，以瀕於布尔津河而名。民国八年（1919年）阿尔泰划归新疆省，设阿山道，同年布尔津正式设县。此后属阿山道、阿山行政区、阿山专区、阿勒泰专区管辖，1970年后划归阿勒泰地区。

## 人口
2020年末，根据第七次人口普查数据显示：全县常住人口为72894人。

## 地理
布尔津县在阿尔泰山脉西南麓。北部是阿尔泰山的最高点友谊峰。东邻阿勒泰市，西邻哈巴河县，南与吉木乃县和福海县相连，总面积10540.3平方公里。地势由东北向西南倾斜，分三部分：北部的高、中山区，中部的低山丘陵、河谷地，南部的半荒漠低山区。主要有额尔齐斯河、布尔津河两大水系。
布尔津县属大陆性北温带寒凉气候，夏季干热，冬季严寒，降水量小，蒸发量大，昼夜温差大，光照充足。

## 行政区划
布尔津县下辖4个镇、2个乡、1个民族乡：
布尔津镇、冲乎尔镇、窝依莫克镇、阔斯特克镇、杜来提乡、也格孜托别乡和禾木哈纳斯蒙古族乡。

## 交通
- 217国道、 219国道、 331国道过境。

## 旅游
- 阿克吐别克雅丹地貌：位于布尔津县窝依莫克乡境内，额尔齐斯河北岸的一、二级阶地上，东南距布尔津县城24千米。由流水侵蚀切割风蚀作用形成。在阶地斜坡上，沟壑纵横，沟谷与小土梁相间发育，间宽5～10米，土梁高一般为5～15米，最高25米，分布面积3平方千米以上。沟与梁的密度每平方千米150个。由切割裸露微倾斜的上第三系地层构成，岩性以红色、土红色、浅黄和浅绿色泥岩及砂砾岩组成，是典型的雅丹地貌。
- 友谊峰冰川：位于布尔津县禾木哈纳斯蒙古族乡境内，喀纳斯河源区奎屯山、友谊峰西南坡，南距布尔津县城210千米，从喀纳斯湖骑马向东北66千米可达冰川区。
- 喀纳斯湖：喀纳斯自然景观保护区位于布尔津县境内，布尔津河源头地带，距阿勒泰市西北265多公里处，面积5588平方公里。自然保护区以喀纳斯湖为中心，主要为保护野生动物及其生态环境。喀纳斯湖是中国唯一的南西伯利亚区系动植物分布区，生长有西伯利亚区系的落叶松、红松、云杉、冷杉等珍贵树种。有马鹿、貂熊、雪豹、雪兔、紫貂、石貂、岩雷鸟、林蛙等珍稀动物。湖中有哲罗鲑、细鳞鲑、北极烟、江鳕、西伯利亚齿鳊等冷水鱼。
- 五彩滩：五彩滩是国家4A级景区，地处额尔齐斯河北岸的一二级阶地上，海拔480米，距布尔津县城24公里，也是前往喀纳斯湖景区的必经之路。
- 东锡勒克草原：分为高山草甸草原和河谷草原。高山草甸分布在高山剥蚀阶地，其中颇具观赏性的草甸有给其阿衣特草甸、铁力沙干草甸、东锡勒克草甸、百花园、黑湖草甸、千湖草甸。
- 白山布墓：在布尔津县东郊，碑高8米，占地面积150平方米，是哈萨克民间作曲家、冬不拉弹奏曲的创始人白山布·杜南拜的墓。

## 遺址
- 吐鲁克岩画：位于布尔津县禾木哈纳斯蒙古族乡境内喀纳斯湖一道湾东岸的变质千枚岩上，基岩经古冰川作用形成一种特殊的地貌景观——羊背石，岩画即附雕其上。现画面共分两处，间隔50余米，第一处岩画在羊背石背面磨光的刻蚀槽内，岩画面积3平方米，岩画大部分模糊不清，只有少许图案可见刺猬、野猪、山羊、雪鸡等动物造型。第二处岩画在羊背石背面的小陡坎上，面积110×94厘米，图案多清晰可见，分上下两排，上排8个图案，下排9个图案，内容是以动物如马、羊、狼、狗、鹿、雪鸡等为主。
- 库须根岩画：位于冲乎尔乡政府以东5千米左右的库须根沟的沟口地带。是当地牧民转场的重要牧道，每年春、秋两季，均有大批牲畜从此经过。岩画分两片，第一片在沟口的乱石堆里，原规模较大，因当地人砸石外运，仅残存部分岩画。画面面积54×50厘米，仅有3个动物造型，从画面判断，上为狗，下为猫，中间不详。第二片岩画面积分布较大，距第一片岩画1千米，画面面积10×30厘米左右，图案繁多，错综复杂，且新旧岩画叠加现象很多，内容多与游牧民族生活有关，如山羊、狐狸、狗、马及人骑马图案等。

## 特产
- 禾木蜂蜜：禾木哈纳斯蒙古族乡的特產，其由蜜蜂从泰加林植物花朵中采集花蜜回巢酿造而成。其色香味质因采集的花卉、季节以及地区不同而各具特色。
- 喀纳斯蜜瓜：布尔津县窝依莫克乡依托喀纳斯旅游沿线的地理优势，得天独厚的光热资源。生产的喀纳斯蜜瓜具有糖分高、口感好、汁液醇密等特点。
- 油塔子：油塔子形状似塔，色白油亮，面薄层次很细，香软油多而不腻。油塔子的制作，是先用温水把面和好，加酵面揉成软面，发约一小时，再加碱水揉好稍饧。根据制作需要，揪成数块，外抹清油待用。取其中一块，擀薄拉开，抹上炼羊尾油，撒少许精盐和花椒粉，将面边拉边卷，卷好后搓成细条，再切成若干小段，然后拧成塔状，入笼屉用旺火蒸半小时，即可启笼食用。